# 范安
范安（1492年—？年），字子仁，河南怀庆府河内縣人，匠籍。

## 生平
治《易經》，正德十一年（1516年）河南鄉試第五十二名舉人，年三十二歲中式嘉靖二年（1523年）癸未科會試第三百三十一名，第三甲第一百六十二名進士。授推官，嘉靖七年正月选授广西道試御史，九年巡按陕西。

## 家族
曾祖范順。祖父范珙。父范懷。母崔氏。具庆下。孫范印心，清顺治四年进士，歷官口北道參議。